# HMS Badsworth (L03)
HMS Badsworth (L03) là một tàu khu trục hộ tống lớp Hunt Kiểu II của Hải quân Hoàng gia Anh Quốc được hạ thủy và đưa ra phục vụ vào năm 1941. Nó đã hoạt động trong suốt Chiến tranh Thế giới thứ hai, hộ tống vận tải tại Khu vực Tiếp cận phía Tây, rồi hỗ trợ gần cho Chiến dịch Harpoon nhằm tăng viện cho đảo Malta đang bị bao vây. Đoàn tàu vận tải bị không quân Đức và Ý tấn công quyết liệt, khi chỉ hai trong số sáu tàu buôn đến được Malta; và đang khi ở lại Grand Harbour, Badsworth trúng phải một quả mìn, phải sửa chữa tạm và quay về Tyne để tiếp tục sửa chữa. Nó gia nhập Lực lượng Hộ tống Londonderry vào tháng 11 năm 1942 để hộ tống các Đoàn tàu vận tải Bắc Cực đi sang Murmansk, Liên Xô; rồi quay trở lại Địa Trung Hải vào tháng 3 năm 1943 hộ tống một đoàn tàu vận tải khác đi sang Malta. Nó lại trúng một quả mìn khác vào ngày 22 tháng 4 năm 1943, được kéo về Liverpool để sửa chữa, rồi chuyển giao cho Hải quân Hoàng gia Na Uy lưu vong, và tiếp tục hoạt động như là chiếc HNoMS Arendal. Sau chiến tranh, con tàu được chuyển sở hữu cho Chính phủ Na Uy năm 1946, tiếp tục phục vụ cho đến năm 1961 và bị tháo dỡ năm 1965.

## Thiết kế và chế tạo
Badsworth thuộc vào số 33 chiếc tàu khu trục lớp Hunt nhóm II, có mạn tàu rộng hơn nhóm I, tạo độ ổn định cho một tháp pháo QF 4 in (100 mm) Mark XVI nòng đôi thứ ba, cũng như cho phép tăng số lượng mìn sâu mang theo từ 40 lên 110.
Badsworth được đặt hàng vào ngày 20 tháng 12 năm 1939 cho hãng Cammell Laird tại Birkenhead trong Chương trình Chế tạo Khẩn cấp Chiến tranh 1939 và được đặt lườn vào ngày 15 tháng 5 năm 1940. Nó được hạ thủy vào ngày 17 tháng 3 năm 1941 và nhập biên chế vào ngày 18 tháng 8 năm 1941. Tên nó được đặt theo một rừng săn cáo tại Yorkshire. Con tàu được cộng đồng dân cư Batley tại West Riding of Yorkshire đỡ đầu trong khuôn khổ cuộc vận động gây quỹ Tuần lễ Tàu chiến vào tháng 3 năm 1942.

## Lịch sử hoạt động

### Các hoạt động ban đầu
Sau khi hoàn tất việc trang bị và chạy thử máy vào ngày 18 tháng 8 năm 1941 Badsworth di chuyển đến Scapa Flow; và sang tháng 9 đã gia nhập Lực lượng Hộ tống Londonderry, được phân công hộ tống các đoàn tàu vận tải tại Khu vực Tiếp cận Tây Bắc. Vào ngày 1 tháng 10, nó tham gia Đoàn tàu WS-12 tại Clyde cùng các tàu khu trục Bradford (H72), Brighton (I08), Lancaster (G05) và Newark (G08) như lực lượng hộ tống tại chỗ khi đoàn tàu băng qua Khu vực Tiếp cận Tây Bắc; họ tách khỏi WS-12 và quay trở lại Clyde vào ngày 3 tháng 10.
Vào ngày 13 tháng 11, Badsworth cùng các tàu khu trục Exmoor (L61), Vanquisher (D54), Witch (D89) và Whitehall (D94) gia nhập Đoàn tàu WS-12Z tại Clyde để hộ tống tại chỗ, tách khỏi đoàn tàu vào ngày 16 tháng 11. Đến ngày 13 tháng 12, nó tham gia Đoàn tàu WS14 di chuyển từ Clyde đến Khu vực Tiếp cận Tây Bắc, nơi nó hoạt động hộ tống cùng thiết giáp hạm Ramillies (07) và tàu khu trục Beaufort (L14). Nó cùng Beaufort và tàu buôn tuần dương vũ trang Cilicia (F54) tách khỏi Đoàn tàu WS14 vào ngày 21 tháng 12 để đi đến Freetown.
Sau khi quay trở về từ Tây Phi vào tháng 1 năm 1942, Badsworth tiếp nối nhiệm vụ hộ tống vận tải tại Derry. Vào ngày 23 tháng 3, nó cùng các tàu khu trục Beverley (H64), Keppel (D84), Newport (G54), Leamington (G19) và Volunteer (D71) tham gia thành phần hộ tống cho Đoàn tàu WS-17 khởi hành từ Clyde băng qua Khu vực Tiếp cận Tây Bắc; Newport phải rút lui về Clyde vào ngày 25 tháng 3 sau khi mắc tai nạn va chạm với Beverley. Badsworth cùng thành phần còn lại của lực lượng hộ tống tách khỏi đoàn tàu vào ngày 27 tháng 3.
Trong tháng 4, Badsworth tham gia Chiến dịch Myrmidon, một kế hoạch đột kích bằng lực lượng biệt kích Commando vào vùng Bayonne tại miền Tây Nam nước Pháp. Nó cùng bốn tàu khu trục lớp Hunt khác sẽ hộ tống các tàu chở quân đổ bộ Queen Emma và Princess Beatrix đưa các đơn vị Commando số 1 và số 6 đến khu vực cửa sông Adour; tuy nhiên kế hoạch đột kích bị hủy bỏ do thời tiết xấu và đối phương đã cảnh giác báo động. Sau đó Badsworth quay trở về Derry, cùng với Georgetown (I-40), Lauderdale (L95) và Lancaster hộ tống Đoàn tàu WS-18 vào ngày 18 tháng 4, rồi quay trở về Clyde.

### Hộ tống vận tải Bắc Cực
Badsworth sau đó được điều sang nhiệm vụ hộ tống các Đoàn tàu vận tải Bắc Cực. Vào ngày 28 tháng 4, nó tham gia hộ tống Đoàn tàu PQ-15 cùng với tàu tuần dương hạng nhẹ Nigeria, tàu tuần dương phụ trợ phòng không Ulster Queen và các tàu khu trục Boadicea, Matchless, Somali, Venomous and St Albans.[a] Sang ngày 2 tháng 5, lực lượng chịu đựng những đợt tấn công kéo dài bởi máy bay và tàu ngầm đối phương. Tàu buôn Botavon bị đánh trúng và chìm dần ở phía mũi; Badsworth được lệnh đánh đắm Botavon bằng hải pháo. Nó cũng nhìn thấy kính tiềm vọng của một tàu ngầm đối phương, và đã tấn công với hai lượt mìn sâu. Sau đó hệ thống sonar ASDIC của nó bị hỏng nên không thể tiếp tục truy tìm tàu ngầm đối phương.
Sang ngày hôm sau, Badsworth tham gia tìm kiếm những người sống sót từ các tàu buôn Anh Cape Corso và Jutland vốn bị đắm do không kích. Vào ngày 5 tháng 5, chiếc tàu khu trục tách khỏi Đoàn tàu PQ-15 sau khi đi đến Murmansk, và ở lại miền Bắc nước Nga cho đến ngày 21 tháng 5, khi nó tham gia Đoàn tàu QP-12 trong hành trình quay trở về. Thành phần hộ tống QP-12 còn bao gồm Ulster Queen, các tàu khu trục Venomous, Boadicea, Escapade, Inglefield và St Albans, tàu quét mìn Harrier và ba tàu đánh cá vũ trang. Badsworth cùng Venomous và Ulster Queen tách khỏi QP-12 vào ngày 27 tháng 5.

### Hộ tống vận tải và tuần tra tại Địa Trung Hải

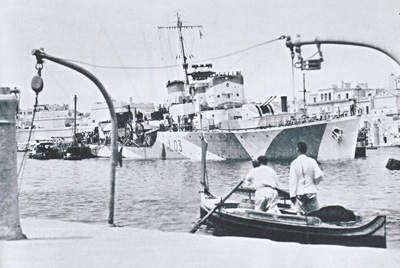
Badsworth sau khi trúng thủy lôi gần Grand Harbour, Malta.

Vào ngày 29 tháng 5, Badsworth được huy động vào nhiệm vụ hộ tống một đoàn tàu tiếp liệu đi Malta, trong khuôn khổ Chiến dịch Harpoon. Sau khi được chuẩn bị tại Derry, nó gia nhập Đoàn tàu WS-19S tại Khu vực Tiếp cận phía Tây vào ngày 6 tháng 6 cho hành trình đi sang Gibraltar. Đến ngày 12 tháng 6, nó gia nhập cùng tàu tuần dương hạng nhẹ Cairo (D87), trong thành phần hộ tống còn bao gồm các tàu khu trục Bedouin (F67), Marne (G35), Matchless, Partridge (G30), Ithuriel (H05), Blankney (L30), Middleton (L74) và tàu khu trục Ba Lan ORP Kujawiak. Nằm trong thành phần Lực lượng X cùng đoàn tàu vận tải đi sang Malta còn bao gồm các tàu quét mìn Hebe (J24), Speedy (J17), Hythe (J194) và Rye (J76). Đoàn tàu khởi hành từ Gibraltar, hướng đến eo biển hẹp giữa Sicily và Bắc Phi.
Vào ngày 14 tháng 6, đoàn tàu chịu đựng các đợt không kích nặng nề, gây hư hại cho tàu tuần dương hạng nhẹ Liverpool (C11), buộc nó phải quay trở lại Gibraltar. Sang ngày hôm sau, đoàn tàu tiếp tục đụng độ với các tàu chiến Ý đang tìm cách ngăn chặn và tiêu diệt đoàn tàu tiếp liệu. Đến ngày 16 tháng 6, Badsworth chịu đựng hư hại cấu trúc nặng nề khi nó trúng phải thủy lôi trên đường đi vào Grand Harbour, Malta. Nó đi vào cảng cùng hai tàu buôn của đoàn tàu còn sống sót vào lúc trời tối, cùng với sai lầm trong tín hiệu nhận được về luồng tàu được quét mìn an toàn, khiến đoàn tàu đi vào một bãi mìn. ORP Kujawiak bị đắm do trúng mìn, trong khi Matchless, tàu quét mìn Hebe và tàu buôn Orari cũng bị hư hại.
Badsworth bị hư hại một lổ thủng 12 ft × 15 ft (3,7 m × 4,6 m) ở cấu trúc phía trước tàu bên dưới mực nước. Trong số 14 thương vong có những thành viên thủy thủ đoàn sống sót của các tàu buôn bị đánh chìm trước đó. Sang ngày hôm sau 15 tháng 6, nó vào ụ của Xưởng tàu Malta, nơi nó được sửa chữa tạm thời cho chuyến đi quay trở về Anh, vốn kéo dài cho đến ngày 11 tháng 8. Nó cùng Matchless rời Malta hộ tống cho Lực lượng Y đi Gibraltar, vốn là hai tàu buôn duy nhất còn sống sót của Chiến dịch Harpoon. Chuyến đi quay trở về Gibraltar, trong khuôn khổ Chiến dịch Ascendant, được vạch định để trùng hợp với Chiến dịch Pedestal, đợt tiếp liệu tiếp theo từ Gibraltar đến Malta. Các con tàu về đến Gibraltar vào ngày 15 tháng 8, và nó rời cảng ba ngày sau đó cho hành trình quay trở về Anh. Vào ngày 25 tháng 8, chiếc tàu khu trục vào xưởng tàu North Shields để sửa chữa.

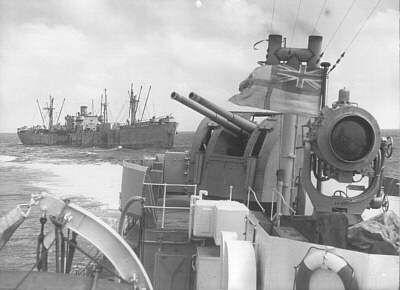
Badsworth vào ngày 14 tháng 4, 1943, hộ tống một tàu hàng Liberty trên đường đi sang Bắc Phi.

Việc sửa chữa kéo dài cho đến tháng 11, và sau đó việc chạy thử máy sau đại tu cùng những chuẩn bị hoạt động khác chỉ kết thúc vào tháng 12. Badsworth gia nhập Lực lượng Hộ tống Londonderry làm nhiệm vụ hô tống vận tải tại Bắc Đại Tây Dương. Vào ngày 18 tháng 12, nó cùng các tàu khu trục Haydon (L75) và Wolverine (D78) tham gia hộ tống cho Đoàn tàu WS25 cho chặng đầu của hành trình đi sang Freetown; chúng tách khỏi đoàn tàu vào ngày 24 tháng 12 để quay trở về Clyde.
Trong tháng 1 và tháng 2, 1943, Badsworth tiếp tục bảo vệ cho các đoàn tàu vận tải vượt Đại Tây Dương, nhưng sau đó lại được điều sang Đội khu trục 60 tại Địa Trung Hải làm nhiệm vụ hộ tống vận tải. Vào ngày 16 tháng 3, nó cùng các tàu khu trục Anh Douglas (D90), Eggesford (L15), Goathland (L27), Whaddon (L45) và tàu khu trục Ba Lan ORP Krakowiak (L115) cùng các tàu sà lúp Woodpecker (U08) và Wren (U28) gia nhập Đoàn tàu WS-28/KMF-11 tại Clyde cho hành trình vượt Đại Tây Dương. Badsworth sau đó tách khỏi đoàn tàu để cùng các tàu khác hướng sang Gibraltar trong thành phần Đoàn tàu KMF11.
Sau đó Badsworth được bố trí hoạt động tại khu vực Tây Địa Trung Hải để tuần tra và hộ tống vận tải. Vào ngày 22 tháng 4, nó bị trúng mìn ngoài khơi Bone, Algeria, bị hư hại cấu trúc phía đuôi tàu. Động cơ bên mạn phải ngừng hoạt động, và cả hai trục chân vịt đều bị hư hại. Con tàu phải tự mắc cạn, phải được cho nổi trở lại và được chiếc tàu quét mìn Clacton (J151) kéo về cảng. Nó được sửa chữa tạm thời tại Malta trong tháng 5, và sau khi hoàn tất được chiếc tàu kéo Frisky kéo về Anh trong thành phần Đoàn tàu MKS-15. Chiếc tàu khu trục được sửa chữa tại một xường tàu tư nhân ở Liverpool từ tháng 7. Nó được rút khỏi biên chế Hải quân Hoàng gia vào ngày 16 tháng 11, 1944.

### HNoMSArendal

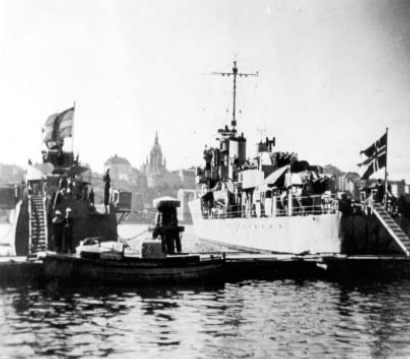
Arendal tại Kastellholmen, Stockholm.

Badsworth được quyết định chuyển giao cho Hải quân Hoàng gia Na Uy mượn vào ngày 8 tháng 8, 1944 và được đổi tên thành HNoMS Arendal. Nó được phối thuộc hoạt động cùng Chi hạm đội Khu trục 16 (Anh), đặt căn cứ tại Harwich, hoạt động tuần tra và hộ tống vận tải tại Bắc Hải và eo biển Manche. Vào ngày 25 tháng 3, 1945, nó cùng với tàu khu trục Ba Lan Krakowiak đụng độ với các tàu phóng lôi E-boat đối phương hoạt động rải mìn tại khu vực cửa sông Thames.
Arendal tiếp tục hoạt động cho đến khi xung đột kết thúc tại Châu Âu vào đầu tháng 5, 1945, khi thỏa thuận cho mượn con tàu được tiếp tục gia hạn. Nó tham gia Chiến dịch Kingdom, hộ tống cho Thái tử Olav quay về Oslo bên trên tàu rải mìn HMS Ariadne. Nó sau đó quay trở lại Anh, đi đến Leith, Scotland, nơi nó chuyển 400 hài cốt binh lính Na Uy tử trận trong chiến tranh hồi hương. Khi về đến Oslo, nghi thức đón tiếp có sự hiện diện của Vua Haakon VII, Thái tử Olav, Hoàng tử Harald và Giám mục Eivind Berggrav, các đơn vị quân đội và đông đảo dân chúng. Nó cũng hộ tống các tàu đổ bộ đi từ Anh đến Na Uy; những tàu này được chính phủ Na Uy mua để cải biến thành phà ven biển và tàu chở hàng. Nhiều lần nó đã đi đến Đức hộ tống tàu bè chở binh lính Đức hồi hương về Bremerhaven, ở phía Tây Bắc nước Đức.
Arendal được Anh bán đứt cho Na Uy vào năm 1946. Nó được sử dụng như tàu khu trục hộ tống cho đến năm 1956, khi nó được xếp lại lớp như một tàu frigate. Con tàu được sử dụng trong việc huấn luyện học viên sĩ quan cho đến khi ngừng hoạt động vào năm 1961 và bị tháo dỡ năm 1965.